# Hoya pachyphylla
Hoya pachyphylla är en oleanderväxtart som beskrevs av Karl Moritz Schumann och Lauterb.. Hoya pachyphylla ingår i släktet Hoya och familjen oleanderväxter. Inga underarter finns listade i Catalogue of Life.